# Odsłonięcie skał wapniowo-krzemianowych w Gębczycach
Odsłonięcie skał wapniowo-krzemianowych w Gębczycach – sztuczne odsłonięcie skał znajdujące się na południowy wschód, około 1,5 km w linii prostej od miejscowości Gębczyce, w województwie dolnośląskim, w powiecie strzelińskim, w gminie Strzelin.
Do fragmentarycznych obserwacji dostępna jest północno-wschodnia ściana zachodniego wyrobiska, które obecnie wypełnione jest wodą.

## Historia
Odsłonięcie znajduje się w obrębie, obecnie nieczynnych, dwóch wyrobisk marmurów założonych w 1857 r. Wydobywany tutaj marmur wypalany był w znajdujących się nieopodal wapiennikach, powstałych w 1858 r.

## Opis
Odsłonięcie znajduje się w obrębie jednostki geologicznej masywu strzelińskiego (masyw gnejsowo- granitowy Strzelina), na Przedgórzu Sudeckim (w bloku przedsudeckim).
Wymiary odsłonięcia to 50 metrów długości oraz około 8 metrów wysokości. Skały wapniowo-krzemianowe, dostępne do obserwacji, są barwy szarej z żółtymi wykwitami; skały te dzielą się na płytki o grubości 1 cm rozsypujące się na mniejsze agregaty. Oprócz skał wapniowo- krzemianowych, które stanowią większość odsłonięcia, występują również: łupki łyszczykowe, łupki biotytowe z podrzędnym muskowitem, marmury, granit biotytowo- muskowitowy (granit z Gębczyc), granit biały. Obecne są także duże skupiska granatów, które były niegdyś obiektem poszukiwań zbieraczy.

## Walory edukacyjne
Odsłonięcie stanowi atrakcyjne miejsce obserwacji metamorfizmu osadów wapiennych w kontakcie ze skałą magmową.

## Dostępność
Odsłonięcie jest dostępne do obserwacji cały rok, jednakże utrudnia ją bujna roślinność (w lecie), strome ściany oraz wypełnienie wodą.